# Vylocká vesnická komunita
Vylocká vesnická komunita (ukrajinsky Вилоцька селищна громада) je územní společenství v beherovském okrese Zakarpatské oblasti Ukrajiny, které vzniklo dne 12. června 2020. Správním centrem této komunity je Vylok.
Ve Vylocké vesnické komunitě jsou tato sídla:
- Vylok, ukrajinsky Вилок, maďarsky Tiszaújlak
- Verbovec, ukrajinsky Вербовець
- Černý Potok, ukrajinsky Чорний Потік
- Matijovo, ukrajinsky Матійово
- Verbove, ukrajinsky Вербове
- Ruska Dolyna, ukrajinsky Руська Долина
- Nove Selo, ukrajinsky Нове Село
- Perechrestja, ukrajinsky Перехрестя
- Karačin, ukrajinsky Карачин
- Mižlisne, ukrajinsky Міжлісне
- Šalanky, ukrajinsky Шаланки